# Billbergia nana
Espèce
Classification phylogénétique
Billbergia nana est une espèce de plantes à fleurs de la famille des Bromeliaceae, endémique de la forêt atlantique (mata atlântica en portugais) au Brésil.

## Distribution
L'espèce est endémique du Brésil et se rencontre dans le sud-est de l'État de Bahia et dans l'État d'Espírito Santo au Brésil.

## Description
L'espèce est épiphyte.